# Литтлз, Джин
Юджин Скейпс «Джин» Литтлз (англ. Eugene Scapes "Gene" Littles; 29 июня 1943 года, Вашингтон, Округ Колумбия, США — 9 сентября 2021 года) — американский профессиональный баскетболист и тренер, играл в Американской баскетбольной ассоциации, отыграв шесть из девяти сезонов её существования. Чемпион АБА в сезоне 1974/1975 годов в составе команды «Кентукки Колонелс».

## Ранние годы
Джин Литтлз родился 29 июня 1943 года в городе Вашингтон (округ Колумбия), где учился в средней школе Маккинли, в которой играл за местную баскетбольную команду. После окончания колледжа он учился в гуманитарном университете в Хай-Пойнте (High Point University). Литтлз был выбран на драфте НБА 1969 года командой «Нью-Йорк Никс» и в 1969 году на драфте АБА командой «Даллас Чапарралс». Он решил играть в АБА. Позднее его права на игру были приобретены командой «Каролина Кугарс».

## Профессиональная карьера
Литтлз дебютировал в АБА 18 октября 1969 года, набрав 10 очков в матче с командой «Даллас Чапарралс». Он провел пять сезонов в команде «Каролина Кугарс» с 1969 по 1974 годы. В 1970 году он был включен в Сборную новичков НБА. Он провел один сезон (1974-75 годы) в команде «Кентукки Колонелс».

## Тренерская карьера
После окончания игровой карьеры Литтлз стал тренером, начав с должности ассистента в команде «Кливленд Кавальерс» в НБА. С 1977 по 1979 годы он работал главным тренером в колледже «Государственный университет «Северной Каролины A&T»» и помог команде получить подряд два чемпионских титула в турнире MEAC. В 1979 году он был признан лучшим тренером года в конференции.